# El puente

El puente est un film espagnol réalisé par Juan Antonio Bardem et sorti en 1977.
Il a obtenu le Prix d'or lors du Festival international du film de Moscou 1977.

## Fiche technique
- Réalisation : Juan Antonio Bardem
- Scénario : Juan Antonio Bardem, Javier Palmero, Daniel Sueiro
- Producteur : Jaime Fernández-Cid
- Photographie : José Luis Alcaine
- Musique : José Nieto
- Montage : Eduardo Biurrun
- Production : 	Arte 7 Producción
- Genre : Drame, comédie
- Durée : 104 minutes
- Date de sortie : 
  - Espagne : 11 mars 1977

## Distribution
- Alfredo Landa : Juan
- Francisco Algora : Venancio
- Victoria Abril : Lolita
- Mara Vila : Mujer que pasa frente al taller
- Miguel Ángel Aristu : Del taller
- Pilar Muñoz : Isabel[1]

## Distinctions
- 1977 : Golden Prize lors du Festival international du film de Moscou[2].